# Marcelino García
Marcelino García Toral (Villaviciosa, 14 de agosto de 1965) é um treinador e ex-futebolista espanhol. Atualmente comanda o Villarreal.

## Carreira

### Athletic Bilbao
Em 4 de Janeiro de 2021, foi anunciado como o novo treinador do Athletic Bilbao.

## Títulos
Valencia
- Copa do Rei: 2018–19[3]

Athletic Bilbao
- Supercopa da Espanha: 2020–21[4]